# Sotto il Monte Giovanni XXIII
Sotto il Monte Giovanni XXIII (antiguamente conocido como Sotto il Monte) es un municipio de 3.864 habitantes de la provincia de Bérgamo, en la región italiana de la Lombardía.

## Personajes Ilustres
El 25 de noviembre de 1881 nació en esta localidad Angelo Giuseppe Roncalli, quien el 28 de octubre de 1958, fue elegido Papa de la Iglesia católica con el nombre de Juan XXIII.
En recuerdo de su vecino más ilustre el municipio cambió de nombre el 8 de noviembre de 1963, apenas 5 meses después de su muerte, pasándose a denominar Sotto il Monte Giovanni XXIII.

## Evolución demográfica
| Gráfica de evolución demográfica de Sotto il Monte Giovanni XXIII entre 1861 y 2019 |
|                                                                                     |
| Fuente ISTAT - elaboración gráfica de Wikipedia                                     |

- Datos: Q101616
- Multimedia: Sotto il Monte Giovanni XXIII / Q101616

1. ↑  Worldpostalcodes.org, código postal n.º 24039.
2. ↑  «Codici Catastali». Comuni-italiani.it (en italiano). Consultado el 29 de abril de 2017.